# Hibiscus andongensis
Hibiscus andongensis är en malvaväxtart som beskrevs av William Philip Hiern.
Hibiscus andongensis ingår i Hibiskussläktet som ingår i familjen malvaväxter. Inga underarter finns listade i Catalogue of Life.